# 쌍용 코란도 C
쌍용 코란도 C(SsangYong Korando C)는 대한민국의 쌍용자동차가 2011년부터 2019년까지 생산한 스포츠 유틸리티 자동차로, 코란도 3세대의 대한민국 내수명이다.

## 1세대(C200)

### 코란도 C(2011년2월~2013년8월)

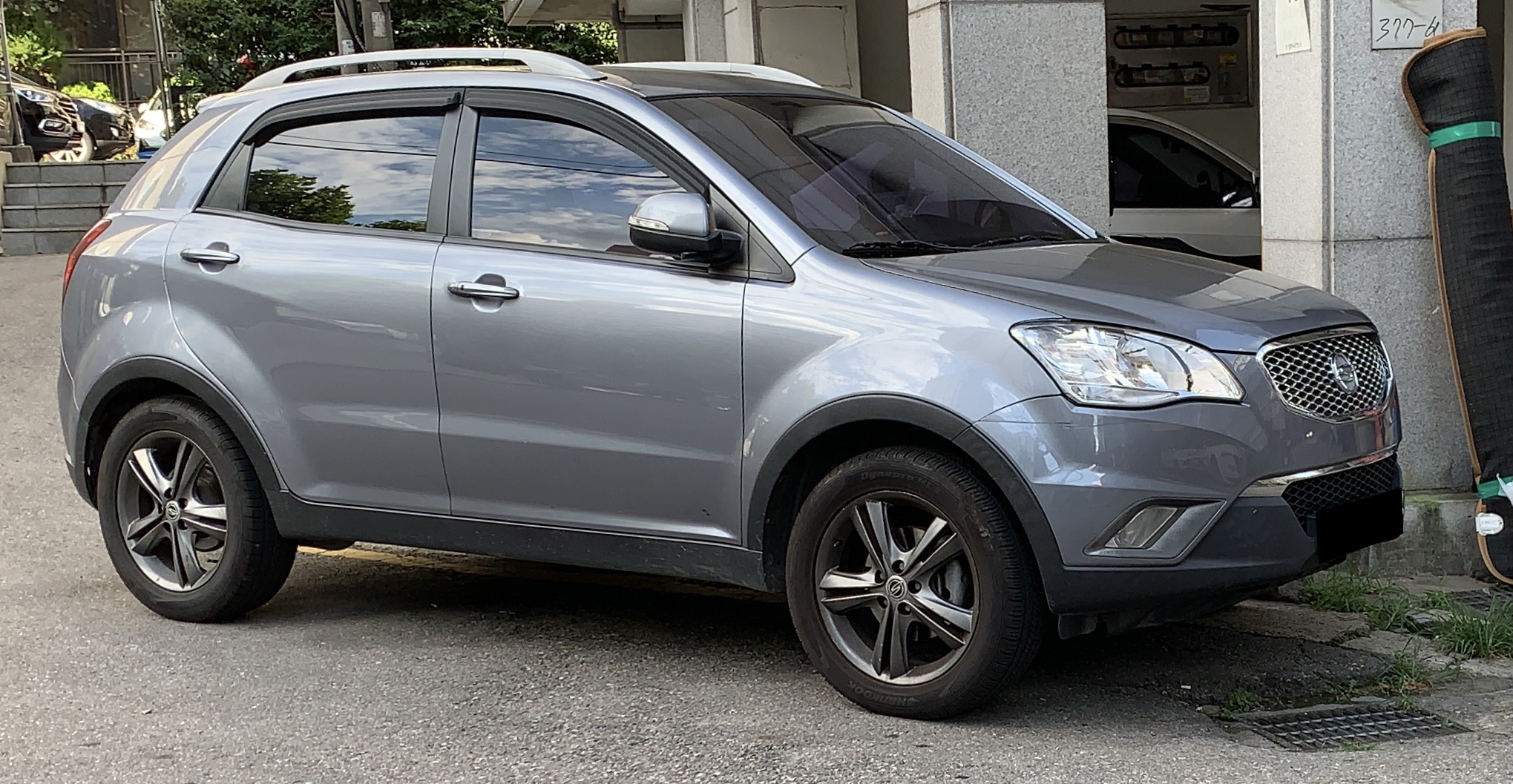
쌍용 코란도 C 정측면

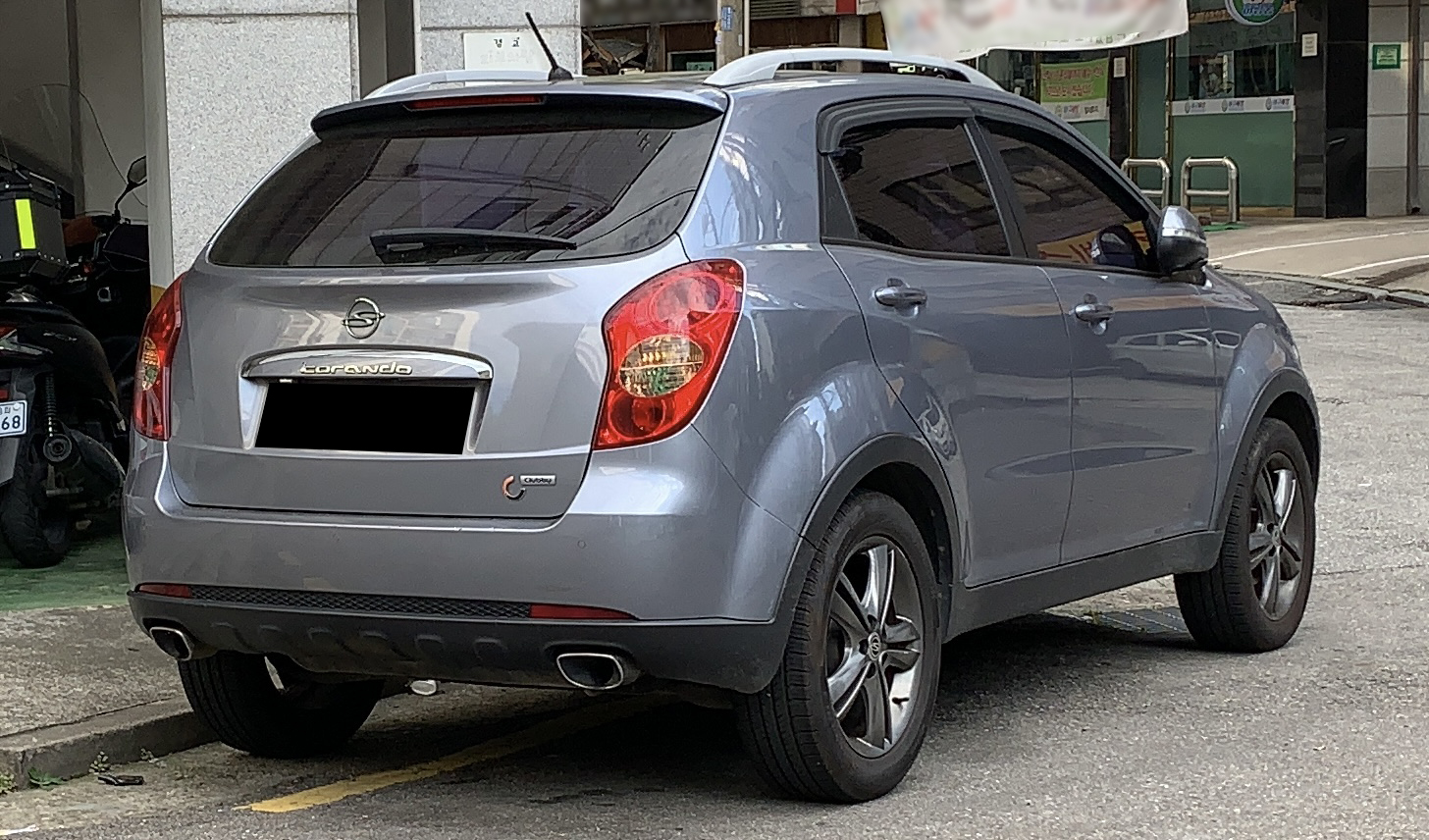
쌍용 코란도 C 후측면

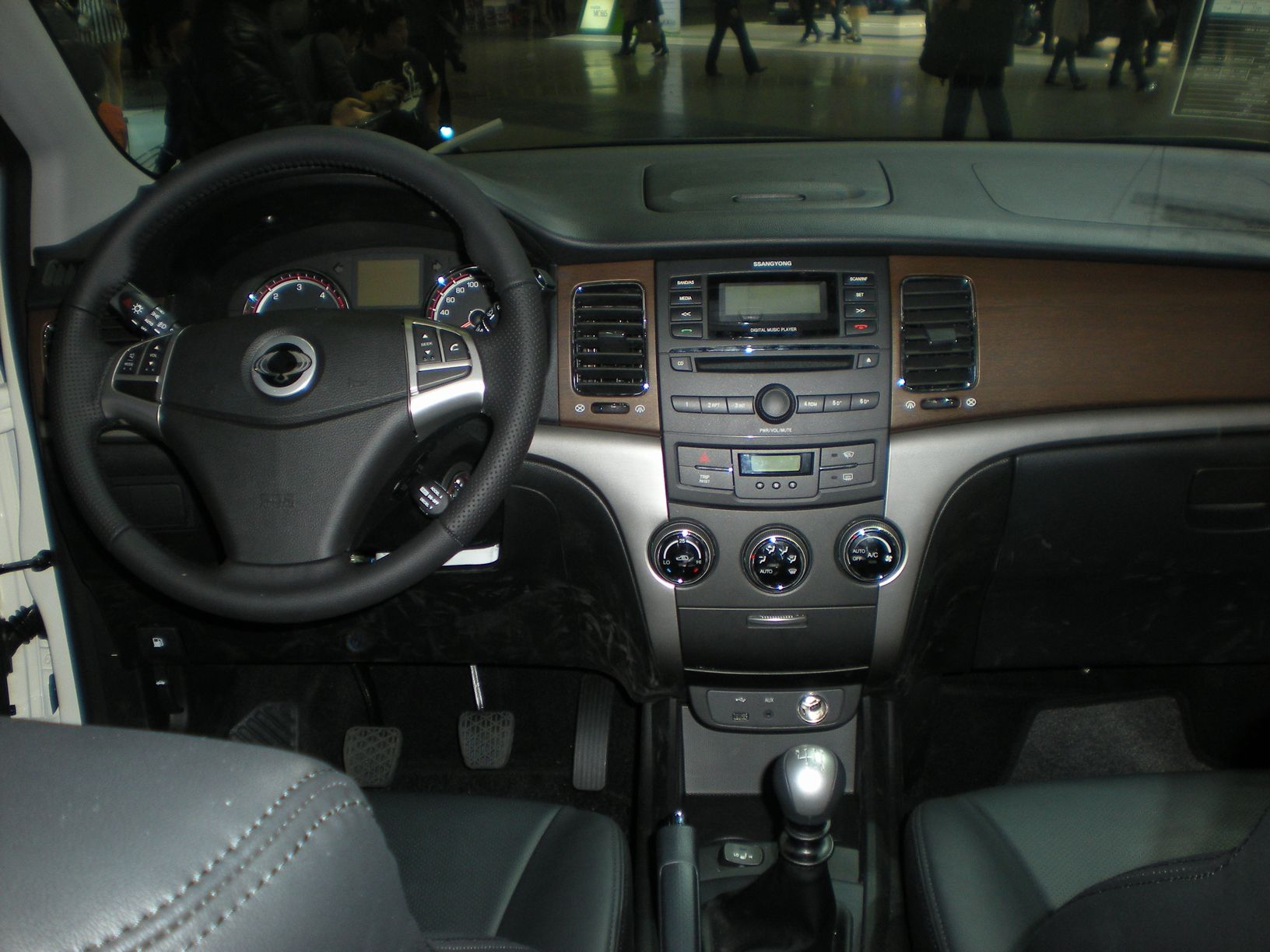
쌍용 코란도 C 실내

2008년에 개최된 파리 모터쇼에서 처음으로 공개되었으며, 외관의 디자인을 이탈리아의 디자이너인 조르제토 주지아로가 담당하였다. 프레임 바디가 적용되었던 1세대와 2세대와는 달리, 3세대는 역대 코란도 최초이자 쌍용자동차의 SUV로는 최초로 모노코크 바디가 적용되었으며, 플랫폼도 후륜구동 기반에서 전륜구동 기반으로 변경됐다. 또한, 1세대와 2세대와의 컨셉트도 달라 차명을 제외하면 전혀 연관성이 없으나, 코란도의 브랜드 유산을 계승 및 발전시켜 새로운 SUV의 역사를 창출해 나가겠다는 의미를 담아 코란도라는 차명을 쓰게 되었다. 서브 네임인 C는 '세련된', '귀족적인'을 표현한 'Classy'와 '우수한 승차감과 정숙성'의 'Comfortable', '환경 친화성'의 'Clean' 등 디자인과 제품, 그리고 엔진에 대한 컨셉트를 함축적으로 표현한 것이다. 당초 2010년 10월 25일에 출시될 예정이었으나, 개발 기간 중에 쌍용자동차의 파업 등으로 대한민국에서는 액티언의 후속 모델로 개발됨과 동시에 2011년 2월 22일로 출시가 미뤄졌다. 대한민국에서 출시하기 전에 유럽에 먼저 수출되었다. 2열 시트의 리클라이닝 기능과 플랫 플로어 등을 내세워 편안함을 강조시키고 있다. 코란도 C에 적용된 엔진은 코란도 스포츠와 렉스턴 W에 세로 배치로 적용되었다. 2013년 1월에 코란도 C 10만 대 판매를 기념하여 수출형 날개 엠블럼이 달린 리미티드 사양과 최고의 연비에 활용도 높은 편의 사양이 적용된 비트 사양이 추가되었다. 저속 토크를 중점에 두는 149마력의 2.0ℓ 디젤 엔진(Low 버전)은 D-LET(Low-end Torque)로 명명되어 코란도 스포츠와 수출용 액티언과 함께 공용한다. 대신 해당 차종들은 후륜구동 기반이기 때문에 155마력으로 세팅하여 세로로 배치된다.
제원(전기형)
| 구분                 | 2.0ℓ 디젤(Low 수동 6단)           | 2.0ℓ 디젤(High 수동 6단)          | 2.0ℓ 디젤(High 자동 6단)                                                                         |
| -------------------- | --------------------------------- | --------------------------------- | ------------------------------------------------------------------------------------------------ |
| 전장 (mm)            | 4,410                             | 4,410                             | 4,410                                                                                            |
| 전폭 (mm)            | 1,830                             | 1,830                             | 1,830                                                                                            |
| 전고 (mm)            | 1,675 1,725(통합형 안테나 포함시) | 1,675 1,725(통합형 안테나 포함시) | 1,675 1,725(통합형 안테나 포함시)                                                                |
| 축거 (mm)            | 2,650                             | 2,650                             | 2,650                                                                                            |
| 윤거 (전, mm)        | 1,573                             | 1,573                             | 1,573                                                                                            |
| 윤거 (후, mm)        | 1,558                             | 1,558                             | 1,558                                                                                            |
| 승차 정원            | 5명                               | 5명                               | 5명                                                                                              |
| 변속기               | 수동 6단                          | 수동 6단                          | 자동 6단                                                                                         |
| 구동 형식            | 전륜구동                          | 전륜구동                          | 전륜구동                                                                                         |
| 연료                 | 디젤                              | 디젤                              | 디젤                                                                                             |
| 기통수/배기량 (cc)   | L4/1,998                          | L4/1,998                          | L4/1,998                                                                                         |
| 최고 출력 (ps/rpm)   | 149/4,000                         | 175/4,000                         | 181/4,000                                                                                        |
| 최대 토크 (kg*m/rpm) | 36.7/1,500~2,800                  | 36.7/2,000~3,000                  | 36.7/2,000~3,000                                                                                 |
| 연료 탱크 용량 (ℓ)   | 57                                | 57                                | 57                                                                                               |
| 요소수 탱크 용량 (ℓ) | -                                 | -                                 | -                                                                                                |
| 공차 중량 (kg)       | 1,580(전륜 구동)/ 1,720(4륜 구동) | 1,570(전륜 구동)/ 1,710(4륜 구동) | 1,590(전륜 구동 - CHIC 기본형)/ 1,645(전륜 구동 - CHIC 기본형 제외한 모든 트림)/ 1,730(4륜 구동) |
| 연비 (km/ℓ)          | 20.1(전륜 구동)/ 18.3(4륜 구동)   | 17.6(전륜 구동)/ 16.4(4륜 구동)   | 15.0(전륜 구동 - CHIC 기본형)/ 14.6(전륜 구동 - CHIC 기본형 제외한 모든 트림)/ 13.1(4륜 구동)    |
| Co2 배출량 (g/km)    | 134(전륜 구동)/ 147(4륜 구동)     | 153(전륜 구동)/ 164(4륜 구동)     | 179(전륜 구동 - CHIC 기본형)/ 184(전륜 구동 - CHIC 기본형 제외한 모든 트림)/ 205(4륜 구동)       |

제원(후기형)
| 구분                 | 2WD CHIC (수동 6단)               | 2WD CHIC 기본형 (자동 6단)        | 2WD CHIC 기본형 제외한 모든 트림 (자동 6단) | AWD CHIC (수동 6단)               | AWD (수동 6단/자동 6단)                                                        |          |
| -------------------- | --------------------------------- | --------------------------------- | ------------------------------------------- | --------------------------------- | ------------------------------------------------------------------------------ | -------- |
| 전장 (mm)            | 4,410                             | 4,410                             | 4,410                                       | 4,410                             | 4,410                                                                          |          |
| 전폭 (mm)            | 1,830                             | 1,830                             | 1,830                                       | 1,830                             | 1,830                                                                          |          |
| 전고 (mm)            | 1,675 1,725(통합형 안테나 포함시) | 1,675 1,725(통합형 안테나 포함시) | 1,675 1,725(통합형 안테나 포함시)           | 1,675 1,725(통합형 안테나 포함시) | 1,675 1,725(통합형 안테나 포함시)                                              |          |
| 축거 (mm)            | 2,650                             | 2,650                             | 2,650                                       | 2,650                             | 2,650                                                                          |          |
| 윤거 (전, mm)        | 1,573                             | 1,573                             | 1,573                                       | 1,573                             | 1,573                                                                          |          |
| 윤거 (후, mm)        | 1,558                             | 1,558                             | 1,558                                       | 1,558                             | 1,558                                                                          |          |
| 승차 정원            | 5명                               | 5명                               | 5명                                         | 5명                               | 5명                                                                            |          |
| 변속기               | 수동 6단                          | 자동 6단                          | 자동 6단                                    | 수동 6단                          | 수동 6단 자동 6단                                                              |          |
| 구동 형식            | 전륜 구동                         | 전륜 구동                         | 전륜 구동                                   | 4륜 구동                          | 4륜 구동                                                                       | 4륜 구동 |
| 연료                 | 디젤                              | 디젤                              | 디젤                                        | 디젤                              | 디젤                                                                           |          |
| 배기량 (cc)          | 1,998                             | 1,998                             | 1,998                                       | 1,998                             | 1,998                                                                          |          |
| 최고 출력 (ps/rpm)   | 149/4,000                         | 181/4,000                         | 181/4,000                                   | 149/4,000                         | 181/4,000                                                                      |          |
| 최대 토크 (kg*m/rpm) | 36.7/1,500~2,800                  | 36.7/2,000~3,000                  | 36.7/2,000~3,000                            | 36.7/1,500~2,800                  | 36.7/2,000~3,000                                                               |          |
| 연료 탱크 용량 (ℓ)   | 57                                | 57                                | 57                                          | 57                                | 57                                                                             |          |
| 요소수 탱크 용량 (ℓ) | -                                 | -                                 | -                                           | -                                 | -                                                                              |          |
| 공차 중량 (kg)       | 1,580                             | 1,590                             | 1,645                                       | 1,720                             | 1,710(수동 6단) 1,730(자동 6단)                                                |          |
| 연비 (km/ℓ)          | 도심 16.3/고속 18.4/복합 17.2     | 도심 11.0/고속 14.2/복합 12.3     | 도심 10.7/고속 13.5/복합 11.8               | 도심 14.9/고속 17.9/복합 16.1     | 도심 13.0/고속 15.6/복합 14.1(수동 6단) 도심 9.8/고속 12.3/복합 10.8(자동 6단) |          |
| Co2 배출량 (g/km)    | 112                               | 163                               | 169                                         | 120                               | 140(수동 6단) 186(자동 6단)                                                    |          |

### 뉴 코란도 C(2013년8월~2017년1월)

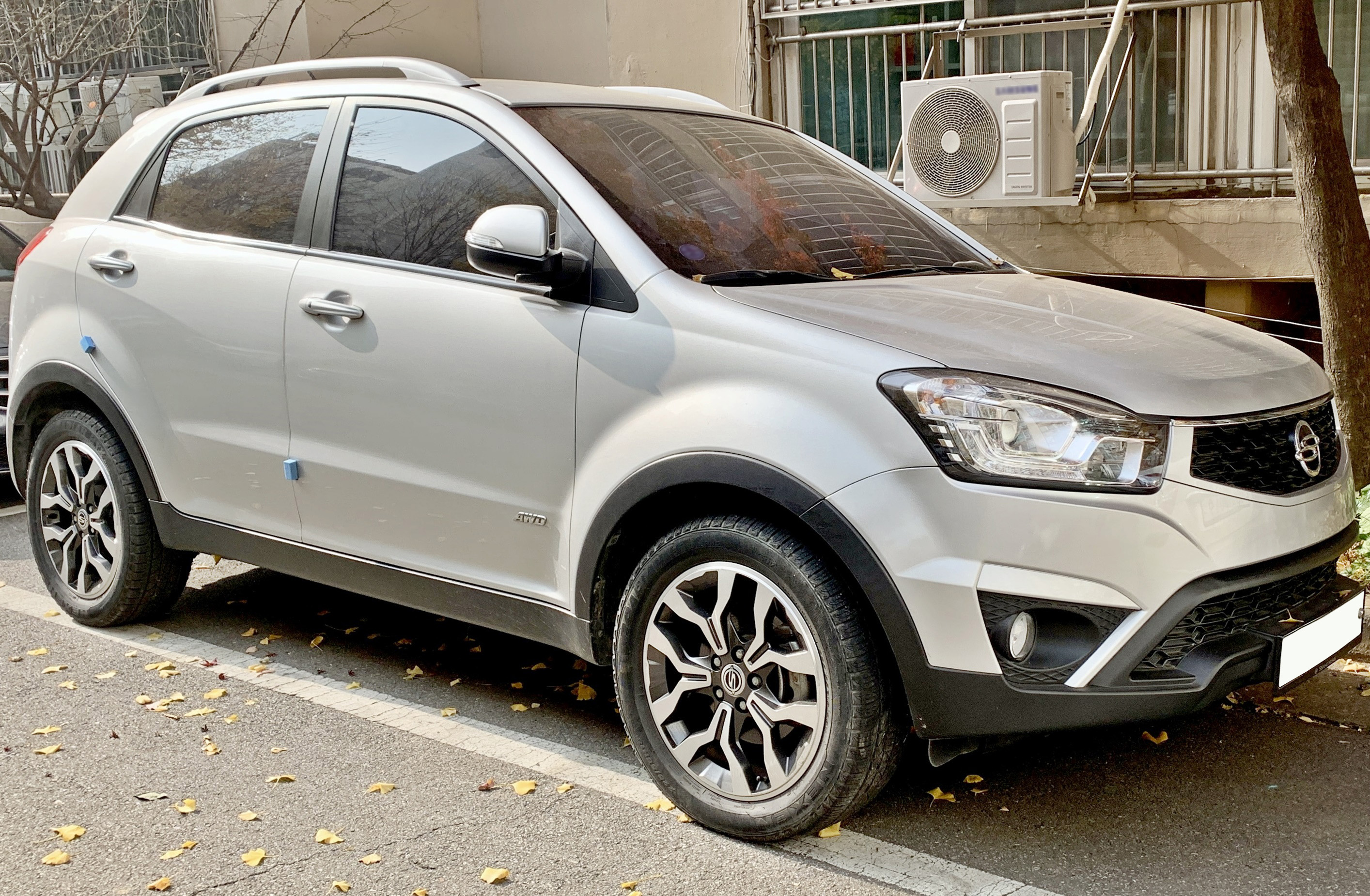
쌍용 뉴 코란도 C 정측면

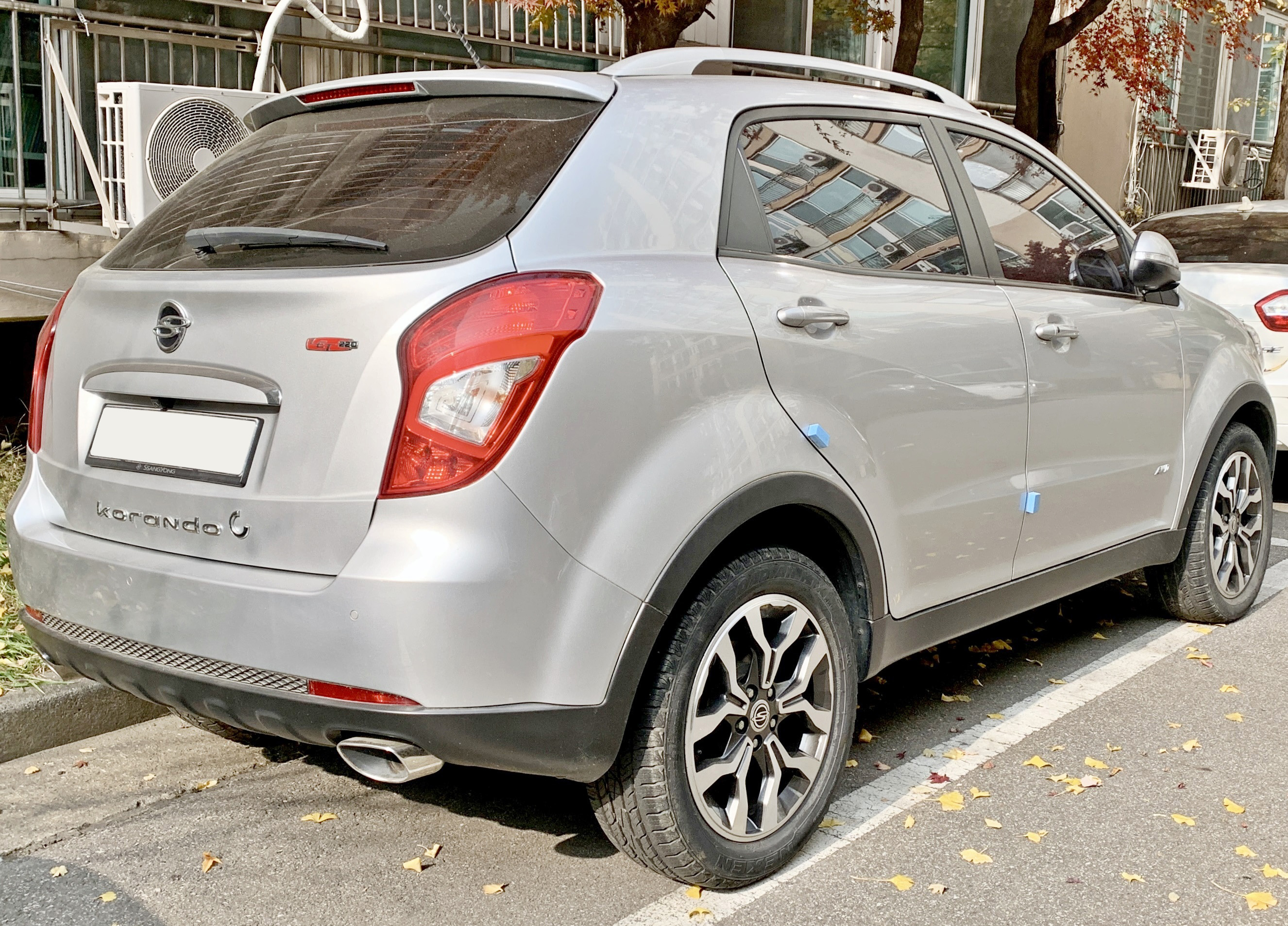
쌍용 뉴 코란도 C 후측면

2013년 8월 7일에 페이스 리프트를 거친 뉴 코란도 C가 선보였다. 헤드 램프에서 라디에이터 그릴로 이어지는 부분을 직선화하여 코란도 투리스모, 코란도 스포츠와 통일성을 가졌다. 인테리어에서는 대시보드가 보다 현대적인 감각으로 바뀌고, 인비저블 조수석 에어백이 적용되어 깔끔함을 더하였다. 타이어 공기압 경보 장치(TPMS)와 운전석 통풍 시트, 18인치 다이아몬드 컷팅 알루미늄 휠, 인피니티(Infinity) 사운드 시스템, LED 포지셔닝 램프 등이 신규 적용되었다. 또한 트림을 3개(세부 트림 6개)로 단순화시켜 복잡함을 줄였다. 쌍용자동차는 코란도 C의 글로벌 판매 확대와 함께 실적을 많이 회복하기 시작하였다. 2015년 1월에 선보인 2015년형은 변속기 결함 시비 문제가 많았던 기존 비트라제 6단 자동변속기에서 아이신제 6단 자동변속기로 변경되었고, 차체 자세 제어 장치와 타이어 공기압 경보 장치(TPMS)가 모든 트림에 기본 적용되었다. 아울러 기존 트림명이던 CVS(고급형/최고급형), CVT(고급형/최고급형), CVX(고급형/최고급형)가 각각 KX, RX(고급형/최고급형), DX로 바뀌었다. 고출력 버전은 유로 6 기준을 만족시킬 수 없어 단종되었다. 같은 해 3월 2일에 카본 파이버 소재의 아웃 사이드 미러, 검은색 라디에이터 그릴, 스포츠 알루미늄 페달이 적용된 익스트림 트림이 새로 선보였다. 같은 해 7월 2일에는 유로6 기준을 충족시키는 2.2ℓ 디젤 엔진이 적용되었다. 아울러 HID 헤드 램프, 클리어 타입 방향 지시등, 6 컬러 슈퍼비전 클러스터가 신규 적용되고, 17인치 알루미늄 휠과 18인치 알루미늄 휠의 디자인이 바뀌었다. 2016년 1월 4일에는 기본형 트림인 KX에 LED 주간 주행등과 인조 가죽 시트, 18인치 알루미늄 휠 등이 적용된 KX 스페셜 트림이 추가되었다. 2017년 1월에는 뉴 스타일 코란도 C로 페이스 리프트를 감행하였다.
제원
| 구분                 | 2.0ℓ CVS (2013년~2015년) 2WD/4WD                                                         | 2.0ℓ KX (2015년~2015년) 2WD/4WD | 2.0ℓ CVT/CVX (2013년~2015년) 2WD/4WD                                                     | 2.0ℓ RX/DX (2015년~2015년) 2WD/4WD                                                       | 2.2ℓ KX/RX/DX (2015년~2017년) 2WD                                                        | 2.2ℓ KX/RX/DX (2015년~2017년) 4WD                                                        |
| -------------------- | ---------------------------------------------------------------------------------------- | --- | ---------------------------------------------------------------------------------------- | ---------------------------------------------------------------------------------------- | ---------------------------------------------------------------------------------------- | ---------------------------------------------------------------------------------------- |
| 전장 (mm)            | 4,410                                                                                    | 4,410 | 4,410                                                                                    | 4,410                                                                                    | 4,410                                                                                    | 4,410                                                                                    |
| 전폭 (mm)            | 1,830                                                                                    | 1,830 | 1,830                                                                                    | 1,830                                                                                    | 1,830                                                                                    | 1,830                                                                                    |
| 전고 (mm)            | 1,675                                                                                    | 1,675 1,715(루프랙 적용시) | 1,715                                                                                    | 1,715                                                                                    | 1,675 1,715(루프랙 적용시)                                                               | 1,675 1,715(루프랙 적용시)                                                               |
| 축거 (mm)            | 2,650                                                                                    | 2,650 | 2,650                                                                                    | 2,650                                                                                    | 2,650                                                                                    | 2,650                                                                                    |
| 윤거 (전, mm)        | 1,573                                                                                    | 1,573 | 1,573                                                                                    | 1,573                                                                                    | 1,573                                                                                    | 1,573                                                                                    |
| 윤거 (후, mm)        | 1,558                                                                                    | 1,558 | 1,558                                                                                    | 1,558                                                                                    | 1,558                                                                                    | 1,558                                                                                    |
| 승차 정원            | 5명                                                                                      | 5명 | 5명                                                                                      | 5명                                                                                      | 5명                                                                                      | 5명                                                                                      |
| 변속기               | 수동 6단                                                                                 | 수동 6단 자동 6단 | 자동 6단                                                                                 | 자동 6단                                                                                 | 수동 6단 자동 6단                                                                        | 수동 6단 자동 6단                                                                        |
| 구동 형식            | 전륜 구동 4륜 구동                                                                       | 전륜 구동 4륜 구동 | 전륜 구동 4륜 구동                                                                       | 전륜 구동 4륜 구동                                                                       | 전륜 구동                                                                                | 4륜 구동                                                                                 |
| 연료                 | 디젤                                                                                     | 디젤 | 디젤                                                                                     | 디젤                                                                                     | 디젤                                                                                     | 디젤                                                                                     |
| 배기량 (cc)          | 1,998                                                                                    | 1,998 | 1,998                                                                                    | 1,998                                                                                    | 2,157                                                                                    | 2,157                                                                                    |
| 최고 출력 (ps/rpm)   | 149/4,000                                                                                | 149/4,000 | 181/4,000                                                                                | 149/4,000                                                                                | 178/4,000                                                                                | 178/4,000                                                                                |
| 최대 토크 (kg*m/rpm) | 36.7/1,500~2,800                                                                         | 36.7/1,500~2,800 | 36.7/2,000~3,000                                                                         | 36.7/1,500~2,800                                                                         | 40.8/1,400~2,800                                                                         | 40.8/1,400~2,800                                                                         |
| 연료 탱크 용량 (ℓ)   | 57                                                                                       | 57 | 57                                                                                       | 57                                                                                       | 57                                                                                       | 57                                                                                       |
| 요소수 탱크 용량 (ℓ) | -                                                                                        | - | -                                                                                        | -                                                                                        | -                                                                                        | -                                                                                        |
| 공차 중량 (kg)       | 1,580(2WD 수동 6단) /1,720(4WD 수동 6단)                                                 | 1,580(2WD 수동 6단) /1,645(2WD 자동 6단) /1,720(4WD 수동 6단) /1,730(4WD 자동 6단)                                                                                                 | 1,645(2WD 자동 6단) /1,730(4WD 자동 6단)                                                 | 1,645(2WD 자동 6단) /1,730(4WD 자동 6단)                                                 | 1,585(2WD 수동 6단) /1,645(2WD 자동 6단)                                                 | 1,725(4WD 수동 6단) /1,730(4WD 자동 6단)                                                 |
| 연비 (km/ℓ)          | 도심 16.3/고속 18.4/복합 17.2(2WD 수동 6단) /도심 14.9/고속 17.9/복합 16.1(4WD 수동 6단) | 도심 16.3/고속 18.4/복합 17.2(2WD 수동 6단) /도심 11.3/고속 15.1/복합 12.8(2WD 자동 6단) /도심 14.9/고속 17.9/복합 16.1(4WD 수동 6단) /도심 10.5/고속 14.6/복합 12.0(4WD 자동 6단) | 도심 11.4/고속 15.1/복합 12.8(2WD 자동 6단) /도심 10.5/고속 13.4/복합 11.6(4WD 자동 6단) | 도심 11.3/고속 15.1/복합 12.8(2WD 자동 6단) /도심 10.5/고속 14.6/복합 12.0(4WD 자동 6단) | 도심 13.9/고속 17.1/복합 15.2(2WD 수동 6단) /도심 11.8/고속 15.7/복합 13.3(2WD 자동 6단) | 도심 13.1/고속 16.3/복합 14.4(4WD 수동 6단) /도심 11.1/고속 14.7/복합 12.5(4WD 자동 6단) |
| Co2 배출량 (g/km)    | 112(2WD 수동 6단) /120(4WD 수동 6단)                                                     | 112(2WD 수동 6단) /156(2WD 자동 6단) /120(4WD 수동 6단) /167(4WD 자동 6단) | 155(2WD 자동 6단) /172(4WD 자동 6단)                                                     | 156(2WD 자동 6단) /167(4WD 자동 6단)                                                     | 129(2WD 수동 6단) /150(2WD 자동 6단)                                                     | 137(4WD 수동 6단) /160(4WD 자동 6단)                                                     |

### 뉴 스타일 코란도 C(2017년1월~2019년2월)

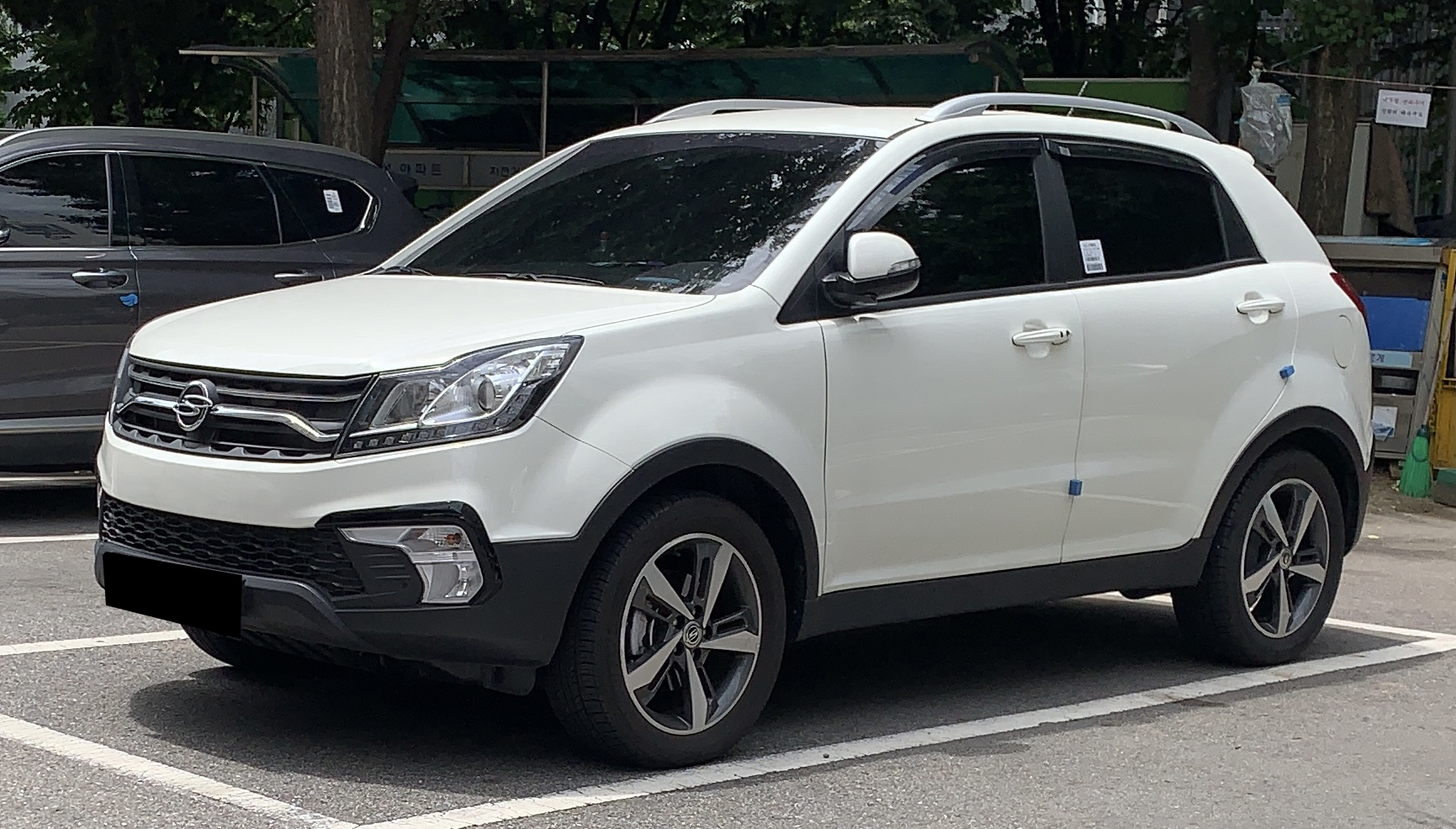
쌍용 뉴 스타일 코란도 C 정측면

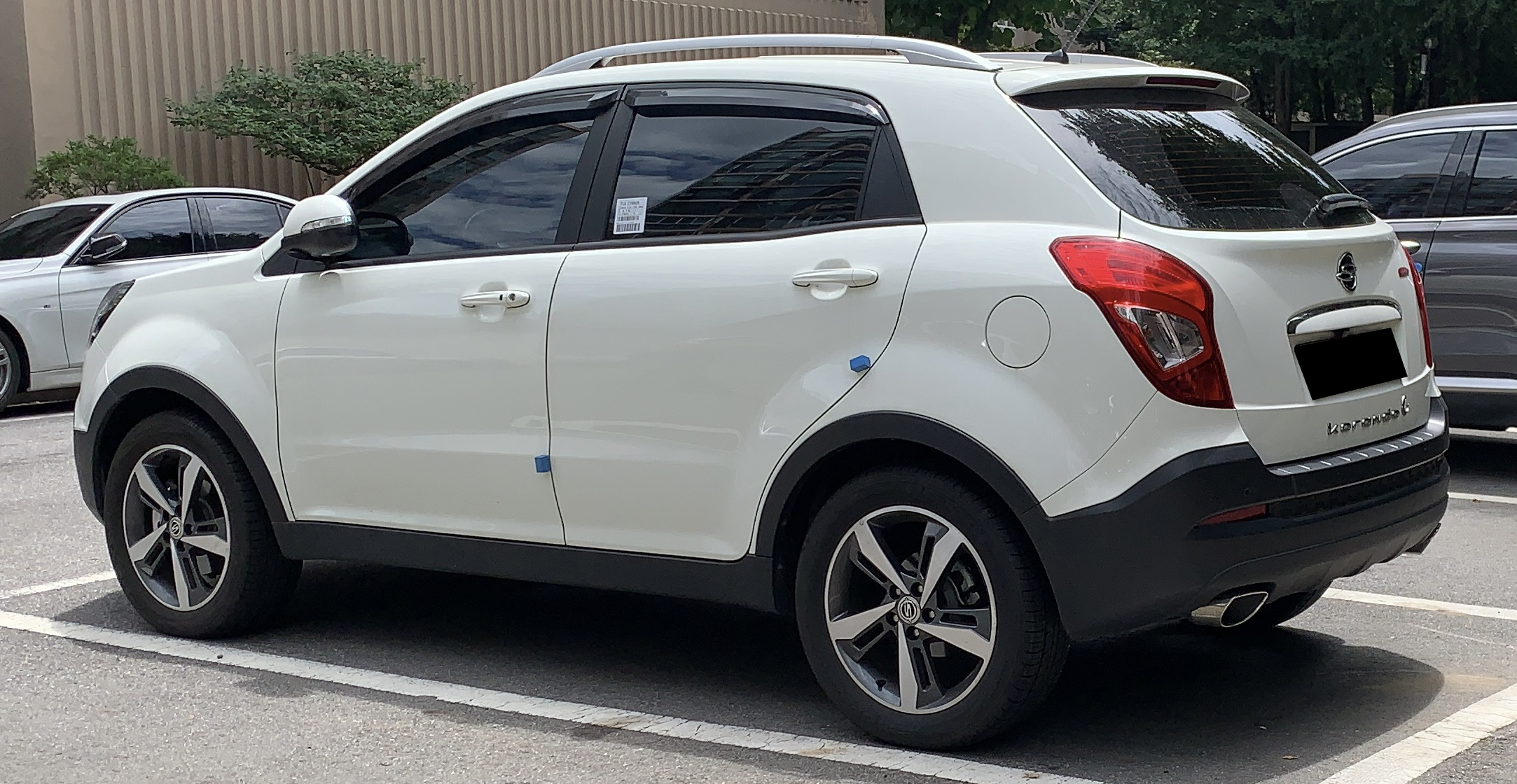
쌍용 뉴 스타일 코란도 C 후측면

2017년 1월 4일에 다시 한번 페이스 리프트를 거쳤다. 쌍용자동차의 디자인 아이덴티티인 숄더 윙 라디에이터 그릴이 적용되어 헤드 램프와 완벽하게 일체화된 선을 이루었고, 방향 지시등이 앞 범퍼로 옮겨졌다. 뒷 범퍼의 플라스틱 패널의 크기를 키워 오프로더 이미지를 더욱 강조하였다. 새로운 형상의 스티어링 휠은 오디오와 크루즈 컨트롤 등 모든 기능을 손쉽게 조작할 수 있도록 버튼을 구성하였고, 운전자의 취향과 기분에 따라 6컬러 중 선택할 수 있는 실린더 타입의 슈퍼비전 클러스터는 크롬 몰딩을 둘러 고급스러움과 스포티함을 추구하였다. 동급 최초로 전방 세이프티 카메라가 신규 적용되었으며, 확대 적용된 전·후방 감지 센서와 후방 카메라는 사각지대를 해소하여 안전성을 향상시켰다. 2019년 2월에 코란도의 4세대 모델인 뷰티풀 코란도에게 자리를 물려주고 단종되었다.
제원
| 전장 (mm)            | 4,410                                                                                    | 4,410                                                                                    |       |       |       |       |
| 전폭 (mm)            | 1,830                                                                                    | 1,830                                                                                    |       |       |       |       |
| 전고 (mm)            | 1,675 1,715(루프랙 적용시)                                                               | 1,675 1,715(루프랙 적용시)                                                               |       |       |       |       |
| 축거 (mm)            | 2,650                                                                                    | 2,650                                                                                    | 2,650 | 2,650 | 2,650 | 2,650 |
| 윤거 (전, mm)        | 1,573                                                                                    | 1,573                                                                                    |       |       |       |       |
| 윤거 (후, mm)        | 1,558                                                                                    | 1,558                                                                                    |       |       |       |       |
| 승차 정원            | 5명                                                                                      | 5명                                                                                      |       |       |       |       |
| 변속기               | 수동 6단 자동 6단                                                                        | 수동 6단 자동 6단                                                                        |       |       |       |       |
| 구동 형식            | 전륜 구동                                                                                | 4륜 구동                                                                                 |       |       |       |       |
| 연료                 | 디젤                                                                                     | 디젤                                                                                     |       |       |       |       |
| 배기량 (cc)          | 2,157                                                                                    | 2,157                                                                                    |       |       |       |       |
| 최고 출력 (ps/rpm)   | 178/4,000                                                                                | 178/4,000                                                                                |       |       |       |       |
| 최대 토크 (kg*m/rpm) | 40.8/1,400~2,800                                                                         | 40.8/1,400~2,800                                                                         |       |       |       |       |
| 연료 탱크 용량 (ℓ)   | 57                                                                                       | 57                                                                                       |       |       |       |       |
| 요소수 탱크 용량 (ℓ) | -                                                                                        | -                                                                                        |       |       |       |       |
| 공차 중량 (kg)       | 1,640(2WD 수동 6단) /1,645(2WD 자동 6단)                                                 | 1,725(4WD 수동 6단) /1,730(4WD 자동 6단)                                                 |       |       |       |       |
| 연비 (km/ℓ)          | 도심 13.2/고속 15.9/복합 14.3(2WD 수동 6단) /도심 11.1/고속 14.9/복합 12.6(2WD 자동 6단) | 도심 12.7/고속 15.4/복합 13.8(4WD 수동 6단) /도심 10.5/고속 13.9/복합 11.8(4WD 자동 6단) |       |       |       |       |
| Co2 배출량 (g/km)    | 132(2WD 수동 6단) /153(2WD 자동 6단)                                                     | 138(4WD 수동 6단) /163(4WD 자동 6단)                                                     |       |       |       |       |

## 역대 슬로건

### 1세대(C200)
- SUV의 새로운 장르 (코란도 C)
- CLASSY UTILITY VEHICLE (코란도 C)
- IT'S C STYLE (코란도 C)
- Urban Adventure (뉴 코란도 C)
- I LUV Korando C (뉴 코란도 C)
- NEW STYLE (뉴 스타일 코란도 C)

## 각종 미디어에서의 등장

### 만화에서의 등장
- 그레이트 큐봇 - 젬버